# Пинето
Пинѐто (на италиански: Pineto) е морски курортен град и община в Южна Италия, провинция Терамо, регион Абруцо. Разположен е на брега на Адриатическо море. Населението на общината е 14 702 души (към 2013 г.).